# Leisure
Leisure (с англ. — «Досуг») — дебютный альбом английской группы альтернативного рока Blur, выпущенный в 1991 году лейблом Food Records.

## Обзор
Альбом был выпущен в Великобритании 26 августа 1991 года лейблом Food Records и занял 7 место UK Albums Chart. Месяц спустя он вышел в США с другим составом композиций. В Великобритании альбом был сертифицирован золотым.
В американской версии Leisure три британских сингла («She’s So High», «There’s No Other Way», «Bang») и композиция «Sing» на лицевой стороне были заменены композицией «I Know» со стороны «Б». Канадская версия имела такой же набор треков, как и британская версия альбома. В 1996 году «Sing» была включена в саундтрек фильма «На игле». Оригинальная версия «Sing (To Me)» была записана демоверсией в конце 1988 года под бывшим названием группы — Seymour — и может быть найдена только на сверхредких промосинглах, которые были выпущены лишь 20 лет спустя в феврале 2000 года.
Альбом был выпущен в последние дни периода мэдчестер в Великобритании и стал результатом того, что Blur уловила окончание этой музыкальной тенденции. Также в очевидным является влияние жанра шугейзинг в таких треках как «Sing», «Repetition», «Birthday» и «She’s So High». C выходом их второго альбома Modern Life Is Rubbish в 1993 году, Blur резко изменили свой стиль. Несмотря на в целом положительные критические отзывы, ведущий вокалист группы, Деймон Албарн, оценил альбом Leisure как ужасный. Coldplay вдохновлялись песней «Sing» из Leisure перед написанием «Lost!».

## Список композиций
британская версия
| №   | Название               | Длительность |
| --- | ---------------------- | ------------ |
| 1.  | «She’s So High»        | 4:45         |
| 2.  | «Slow Down»            | 3:11         |
| 3.  | «Repetition»           | 5:25         |
| 4.  | «Bad Day»              | 4:23         |
| 5.  | «Sing»                 | 6:00         |
| 6.  | «There’s No Other Way» | 3:23         |
| 7.  | «Fool»                 | 3:15         |
| 8.  | «Come Together»        | 3:51         |
| 9.  | «High Cool»            | 3:37         |
| 10. | «Birthday»             | 3:50         |
| 11. | «Wear Me Down»         | 4:49         |

американская версия
| №   | Название               | Длительность |
| --- | ---------------------- | ------------ |
| 1.  | «She’s So High»        |              |
| 2.  | «There’s No Other Way» |              |
| 3.  | «Bang»                 |              |
| 4.  | «I Know»               |              |
| 5.  | «Slow Down»            |              |
| 6.  | «Repetition»           |              |
| 7.  | «Bad Day»              |              |
| 8.  | «High Cool»            |              |
| 9.  | «Come Together»        |              |
| 10. | «Fool»                 |              |
| 11. | «Birthday»             |              |
| 12. | «Wear Me Down»         |              |

японская версия
| №   | Название               | Длительность |
| --- | ---------------------- | ------------ |
| 1.  | «She’s So High»        |              |
| 2.  | «There’s No Other Way» |              |
| 3.  | «Bang»                 |              |
| 4.  | «I Know»               |              |
| 5.  | «Slow Down»            |              |
| 6.  | «Repetition»           |              |
| 7.  | «Bad Day»              |              |
| 8.  | «Sing»                 |              |
| 9.  | «High Cool»            |              |
| 10. | «Come Together»        |              |
| 11. | «Inertia»              |              |
| 12. | «Mr. Briggs»           |              |
| 13. | «Fool»                 |              |
| 14. | «Birthday»             |              |
| 15. | «Wear Me Down»         |              |

## Коллектив
- Деймон Албарн — вокалист и клавишник
- Грэм Коксон — гитара, бэк-вокал
- Алекс Джеймс — бас-гитара
- Дейв Раунтри — ударные и перкуссия

## Продюсирование
«She’s So High» и «I Know» спродюсировали Стив Ловелл и Стив Пауэр
«Fool», «Birthday» и «Wear Me Down» — Майк Торн
«Sing», «Inertia» и «Mr. Briggs» — Blur
«There’s No Other Way», «Bang», «Slow Down», «Repetition», «Bad Day», «High Cool» и «Come Together» — Стивен Стрит